# Central tèrmica del Besòs 5
La central tèrmica Besòs V és una instal·lació termoelèctrica de cicle combinat situada al costat de la desembocadura del riu Besòs al Mar Mediterrani, al terme municipal de Sant Adrià del Besòs, a la província de Barcelona. Consta de dos grups tèrmics que sumen 859 MW alimentats amb gas natural, va ser connectada a la xarxa el 2011 i és propietat de la multinacional Endesa.
El projecte per a la construcció d'un nou cicle combinat a la desembocadura del Besòs es va forjar a causa de la necessitat de la substitució de la central tèrmica de Sant Adrià, de cicle convencional i fueloil, construïda el 1970 i que complia el seu cicle vital. Endesa va decidir llavors la construcció, en terrenys propers, d'una nova central de cicle combinat que substituís la de les tres xemeneies, tot i que ja comptava amb un grup a la central de cicle combinat del Besòs, compartida al 50% amb Gas Natural Fenosa i connectada el 2002 (Besòs III i IV).
La planta consta de dues turbines de gas i una de vapor, i 2 calderes de recuperació de calor amb una xemeneia cadascuna, 3 alternadors, condensador i una caldera auxiliar de gas natural. Els seus dos grups tèrmics sumen una potència de 859 MW, i el combustible utilitzat és el gas natural.